# 科比耶尔地区罗克福尔
科比耶尔地区罗克福尔（法語：Roquefort-des-Corbières）是法国奥德省的一个市镇，属于纳博讷区（Arrondissement de Narbonne）。该市镇2009年时的人口为1,024人。

## 地名
“科比耶尔”为法国的一处山脉和自然保护区，位于比利牛斯山东北部。

## 人口
科比耶尔地区罗克福尔人口变化图示
| 数据来源：INSEE |